# Antoni Agramont i Quintana
Antoni Agramont i Quintana (Castelló d'Empúries, Alt Empordà, 1 de maig 1851 - 6 d'agost de 1906), fiscornaire, director de cobla i compositor de sardanes.

## Estudis Musicals
Es formà a l'escolania de la basílica de Santa Maria de Castelló d'Empúries, sota el magisteris de Bonaventura Frigola, mestre de capella, i Josep Anglada, organista. Es va iniciar en el món de la cobla de la mà del tenora Bartomeu Callís.

## Vida i Música
Agramont pertanyia a una nissaga de músics: el seu oncle Jaume-Joan Lleys i Agramont va ser mestre de capella de la catedral de Girona i de Santa Maria de Castelló d'Empúries, i el seu cosí Isidre Lleys va exercir el magisteri de l'orgue de Sant Pere de Figueres. Excel·lent fiscorn, la seva producció, que hom calcula en més d'un miler de sardanes, no ha transcendit, però va assolir un gran prestigi entre els sardanistes de la seva època. D'inspiració abundosa i desbordant, li agradava jugar amb elements efectistes externs a la cobla. Així, en la seva sardana més popular, El foc de Castelló, dedicada a l'incendi que les forces carlines de Francesc Savalls van provocar a Castelló d'Empúries la nit del 3 de novembre de 1874, en el context de la tercera guerra carlina, Agramont hi fa intervenir trets de trabuc per fer més real l'evocació de la gesta. A més a més, va fundar la primera cobla del seu poble amb el nom de L'Orquestra Cobla Empordanesa, coneguda també com l'Orquestra Agramont. Va ser mestre de Pau Guanter, Josep Passolas i Coderch i fundador de la cèlebre cobla castellonenca Els Rossinyols.
Fou l'autor de la primera sardana revessa coneguda, per la qual cosa hom li atribueix la paternitat d'aquest estil de sardanes. Les seves obres solen ser obligades de fiscorn, flabiol, tenora i tible, cornetins, trombons. Tingué devoció per l'òpera, cosa que el menà a incorporar aspectes d'aquest art escènic en el repertori sardanístic i, segons autors com Salvador Raurich o Enric Riera, també fou un dels primers a incorporar fragments de repertori operístic en els concerts de les festes majors.

## Obra
Es conserven obres seves als fons musicals de l'església parroquial de Sant Esteve d'Olot (OloSE), la basílica de Santa Maria de Castelló d'Empúries (CaeSM) i al fons Artur Sitjà de l'Arxiu Comarcal del Valès Oriental (GraAS).